# Гинофор
Гинофор (от греч. gynē — женщина и phorós — несущий; «несущий пестик») в ботанике — стерильный участок цветка, образующийся в результате разрастания цветоложа между тычинками и плодолистиками. Гинофор хорошо заметен например у лютика и гравилата.
Гинофор также характерен для каперсов.

У некоторых других растений имеет вид тонкой ножки, на которой сидит пестик (гвоздичные, некоторые виды астрагала).